# Évelyne Pagès
Pour les articles homonymes, voir Liberman et Pagès.
Évelyne Pagès, née Nicolle Évelyne Liberman, le 25 février 1942 à Nice et morte le 13 juin 2011 à Neuilly-sur-Seine, est une journaliste, animatrice et productrice de radio et de télévision française.
Elle fit la majorité de sa carrière sur la radio RTL, des années 1960 à 1990.

## Biographie

### Formation
Évelyne Pagès étudie les langues orientales et prépare le concours d'entrée de « La Carrière » au Quai d'Orsay.

### Carrière à la radio
Évelyne Pagès passe d'abord des essais pour lire les messages publicitaires à la radio. En 1965, repérée pour sa voix, elle commence sa carrière radiophonique à Radio-Luxembourg. Sous l'impulsion de Manuel Poulet, elle est recrutée par Roger Kreicher pour devenir speakerine aux côtés de Jean Bardin dans le jeu matinal Le Tirlipot (l'ancêtre radiophonique du jeu Le Schmilblick).
En 1971, elle travaille aux côtés de Philippe Bouvard - duquel elle reconnaît avoir appris beaucoup - pour l'émission RTL non stop. Dans un premier temps, elle y est toujours speakerine, mais Philippe Bouvard lui donne la chance de tenir un billet quotidien sur les programmes télé,.
En 1973, toujours sur RTL, elle co-anime avec Jacques Martin l'émission quotidienne Et avec un micro, qu'est ce que vous savez faire ? de 12 h 30 à 14 h.
En 1976, elle travaille aux côtés de Léon Zitrone pour l'émission Appelez, on est là,.
C'est ensuite seule qu'elle anime successivement Les Disques d'Or, Joyeux Anniversaire, Le journal du jour de votre naissance (avec Max Meynier) l'après-midi entre 15 h 30 et 16 h 30, puis le jeu Stop ou Encore le week-end. 
À la fin des années 1980, elle anime chaque dimanche à 13 h 30 l'émission Grand Format devenue mythique. Évelyne Pagès y reçoit célébrités et personnalités du moment qui se prêtent au jeu de l'interview en tête-à-tête pendant une heure et demie. L'animateur radio Georges Lang considère qu'elle fut « un peu précurseur dans ce type d'entretiens où elle parvient à faire dire à ces invités ce qu'ils n'étaient pas venus dire au départ, ». 
Avec Rémo Forlani, elle anime l'émission « RTL Cinéma » jusqu'en 1997, où elle est remplacée par Isabelle Quenin,.

### Carrière à la télévision
Évelyne Pagès débute à la télévision avec La télé ce soir pour la deuxième chaîne de l'ORTF. En 1970, toujours sur la deuxième chaîne, elle présente Aujourd'hui Madame et Ticket de rétro.
Entre 1973 et 1974, elle présente aux côtés de Jacques Martin une émission de variétés à la télévision française, Taratata (émission à ne pas confondre avec celle créée en 1993 par l'animateur Nagui). Entre 1977 à 1982, le patron de TF1, Jean-Louis Guillaud, la fait venir sur la chaîne : elle présente un certain nombre d'émissions de variétés comme Show Machine et Escale puis Féminin Présent diffusé chaque mardi après-midi dans laquelle elle reçoit des personnalités ; elle est notamment la première à recevoir une personnalité comme Jean-Paul Gaultier à la télévision. 
En 1989, c'est le retour sur le service public sur FR3 pour l'émission de divertissement pour adolescents C'est pas juste qu'elle présente aux côtés de Vincent Perrot et d'Agnès Vincent.

### Mort

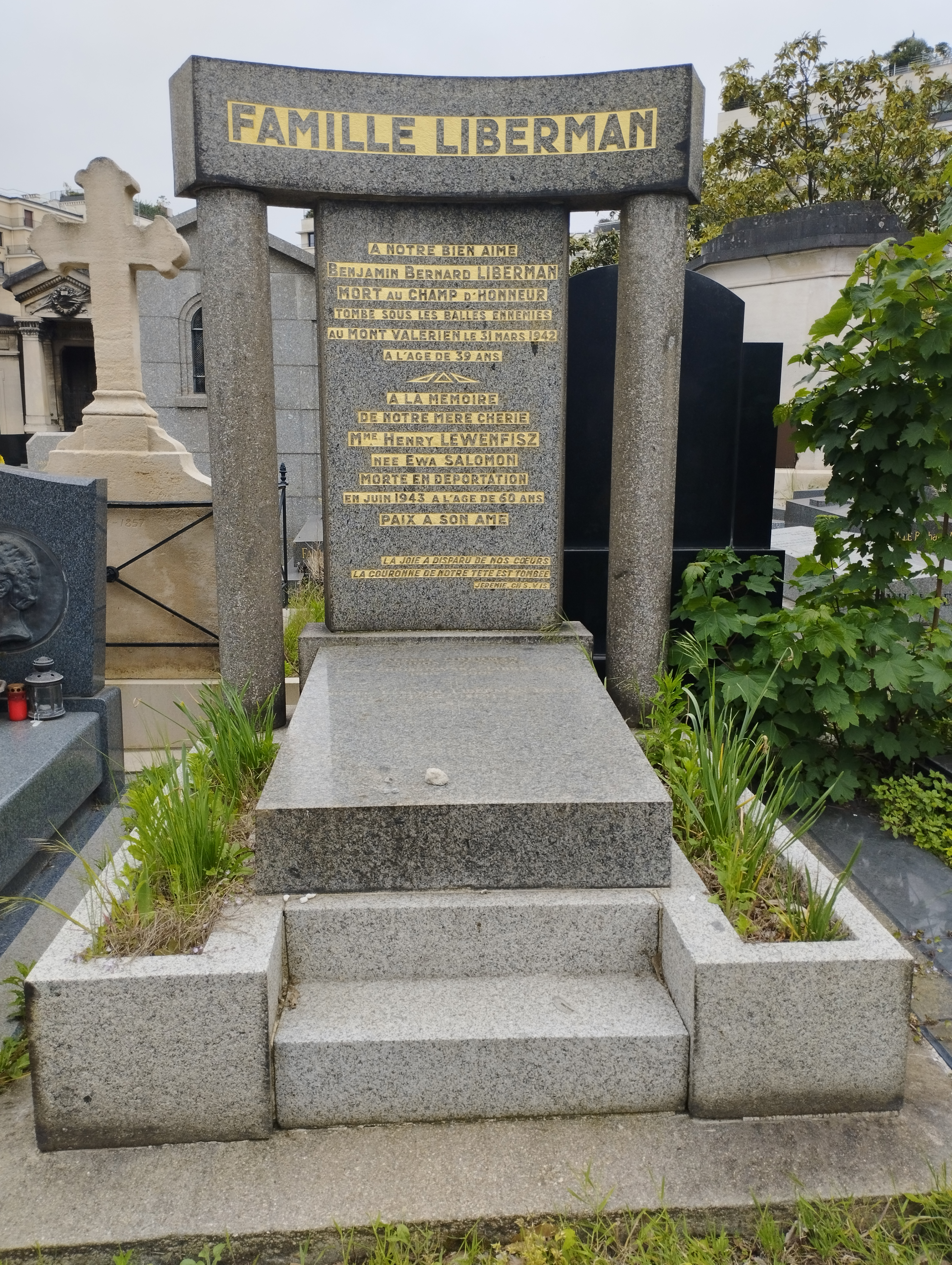
Tombe d'Évelyne Pagès au cimetière de Passy (division 10).

Évelyne Pagès meurt le 13 juin 2011 des suites d'un cancer généralisé. Ses obsèques ont lieu le 20 juin 2011 en la cathédrale orthodoxe Saint-Alexandre-Nevsky dans le 8e arrondissement de Paris. Elle est enterrée à Paris au cimetière de Passy (10e division).

### Vie personnelle et engagements
Évelyne Pagès se marie dans les années 1960 à François Pagès (1929-1985), alors photographe pour Paris Match.
En 1970, elle est l'une des voix de la SNCF : elle enregistre les annonces pour les voyageurs de la SNCF, avant que l'ensemble des annonces ne soit uniformisé avec la voix de Simone Hérault.
Elle est passionnée de culture, de luxe, de cinéma d'art et d'essai.
Elle appela à voter pour Valéry Giscard d'Estaing en 1981, pour Jacques Chirac, en 1988, 1995, et 2002, et Nicolas Sarkozy, en 2007.
De 2002 à mars 2008, elle est conseillère du 16e arrondissement de Paris,.
Elle a également collaboré au magazine Confidence et dirige à partir de 2006 La Revue du Polo.